# Torre Grossa
Torre Grossa er et tårn i den italienske by San Gimignano i Toscana. Tårnet er 54 m højt, og dermed det højeste af de tilbageværende middelaldertårne i byen. Det er et af de bedst kendte middelalderlige tårne i Toscana, og det blev opført i 1310.